# Jan-Baptist Jozef Walgrave
Jan-Baptist Jozef Walgrave, kloosternaam: Henricus (Heist, 30 april 1911 – Leuven, 17 oktober 1986) was een Belgisch theoloog en dominicaan.
Hij promoveerde te Leuven (1942) op een proefschrift De ontwikkeling van het dogma volgens J.H. Kardinaal Newman en behaalde in 1954 te Rome de graad van magister in de theologie. Hij doceerde wijsbegeerte aan de katholieke Vlaamse Hogeschool te Antwerpen (1950–1966) – waarvan hij van 1960 tot 1962 rector was – en aan het Hoger Instituut voor Godsdienstwetenschappen van de Leuvense universiteit (1957–1967). In 1969 werd hij buitengewoon hoogleraar in de fundamentele theologie te Leuven. Walgrave was redactielid van het maandblad Kultuurleven, waarvan hij van 1945 tot 1957 hoofdredacteur was en waarin hij tot 1963 steeds een hoofdartikel schreef (onder het pseudoniem Humanus), van het Tijdschrift voor Filosofie (1945–1982), het Tijdschrift voor Theologie (1961–1975), het internationale theologische tijdschrift Concilium en van het Internationaal Katholiek Tijdschrift Communio (sedert 1976). Sedert 1974 was hij lid van de Commissio theologica Internationalis. Hij was verder o.a. redacteur van het Theologisch woordenboek (3 dln., 1954–1958). Hij was een vooraanstaand Newman-kenner.

## Werken
- Kardinaal Newman's theorie over de ontwikkeling van dogma (1944; Fr. vert. 1957, Eng. vert. 1960)
- Newman's verantwoording van het geloof in de kerk (1946)
- Op menselijke grondslag (1951)
- Newman vandaag (1957)
- De wijsbegeerte van Ortega y Gasset (1958, 41967; Sp. vert. 1965)
- Wat is filosofie? (1962)
- Christendom en niet-christelijke godsdiensten (1963)
- Person and society (1965)
- Op de grondslag van het woord. Openbaring en gelovig bestaan (1965; Fr. vert. 1967)
- Lacordaire y la idea de la libertad (1966)
- Geloof en theologie in de crisis (1967)
- Heil, geloof en openbaring (1968; Fr. vert. 1970)
- Unfolding revelation (1972)
- Newman, his personality, his principles, his fundamental doctrines (1977)
- Selected writings. Thematische geschriften (1982; m. bibl.)